# Aeroportul Zielona Góra
Aeroportul Zielona Góra (în poloneză Port lotniczy Zielona Góra-Babimost) (IATA: IEG, ICAO: EPZG) este un aeroport din Babimost, Gmina Babimost⁠(d), Zielona Góra County⁠(d), Voievodatul Lubusz, Polonia ce deservește zona Zielona Góra. Aeroportul a fost tranzitat în decembrie 2023 de 2.944 de pasageri. A fost numit după zona deservită.
Situat la o altitudine de 59 m, aeroportul dispune de 1 pistă.

## Infrastructură

### Piste
Aeroportul dispune de o singură pistă. Pista 06/24 are suprafața de asfalt și dimensiunile 2.500 m × 60 m. 